# Эрнандес Родригес, Хавьер
Хавьер Эрнандес Родригес (исп. Javier Hernandez Rodriguez; род. 1984) — испанский актёр. Стал известен благодаря своей роли весельчака Питти в сериале «Ковчег».

## Биография
Хавьер родился 5 июня 1984 года в Барселоне, Испания. Изучал актёрское мастерство с 2008 по 2011 годы в студии «Хуан Кодина» и в школе кинематографии в Мадриде. Актёрская карьера началась в 2000 году. Затем последовали роли в сериалах «Физика или химия», «Красный орёл» и «Принцесса Эболи».
С 2011 по 2013 годы Хавьер Эрнандес играл роль Пити в сериале «Ковчег». Эта роль принесла ему популярность. После успешной карьеры в вышеупомянутом сериале Хавьер Эрнандес присоединился к третьему сезону сериала Antena 3 «Любовь навсегда» в роли Джорджа Артеша.

## Фильмография
- Ковчег — Питти
- Физика или химия — Маркос
- Принцесса Эболи — Родриго
- Красный орёл — Санчо
- Животное — Человек-перилла
- Отец Каина — Кабо Куинтана
- Время ещё есть — Анхель
- Пакт — имя не упоминается
- Любовь навсегда — Джордж Артеш
- Безвинные убийцы — Мануэль Беллестерс